# Piedra latte

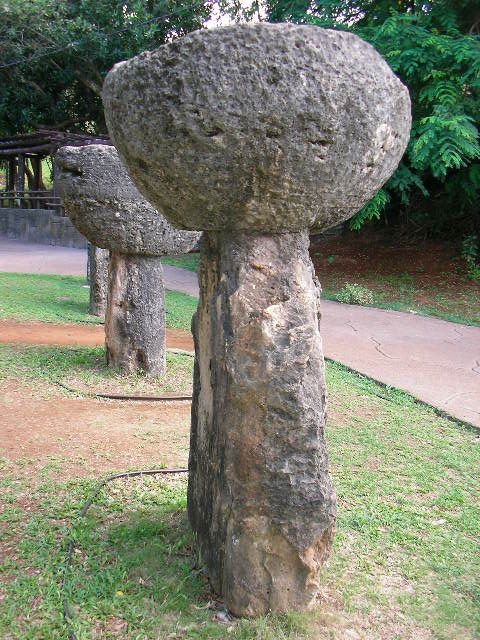
Un piedra latte en Latte Stone Park, Agaña, Guam

Una piedra latte, o simplemente latte, también latde o latti, es un pilar o haligi en  chamorro, coronado por un capitel de piedra semiesférico (tasa) con el lado plano hacia arriba. Usados como soportes de construcción por los antiguos habitantes chamorros, se encuentran en la mayoría de las islas Marianas. En los tiempos modernos, la «piedra latte» se ve como un signo de la identidad chamorra y se usa en muchos contextos diferentes.

## Construcción

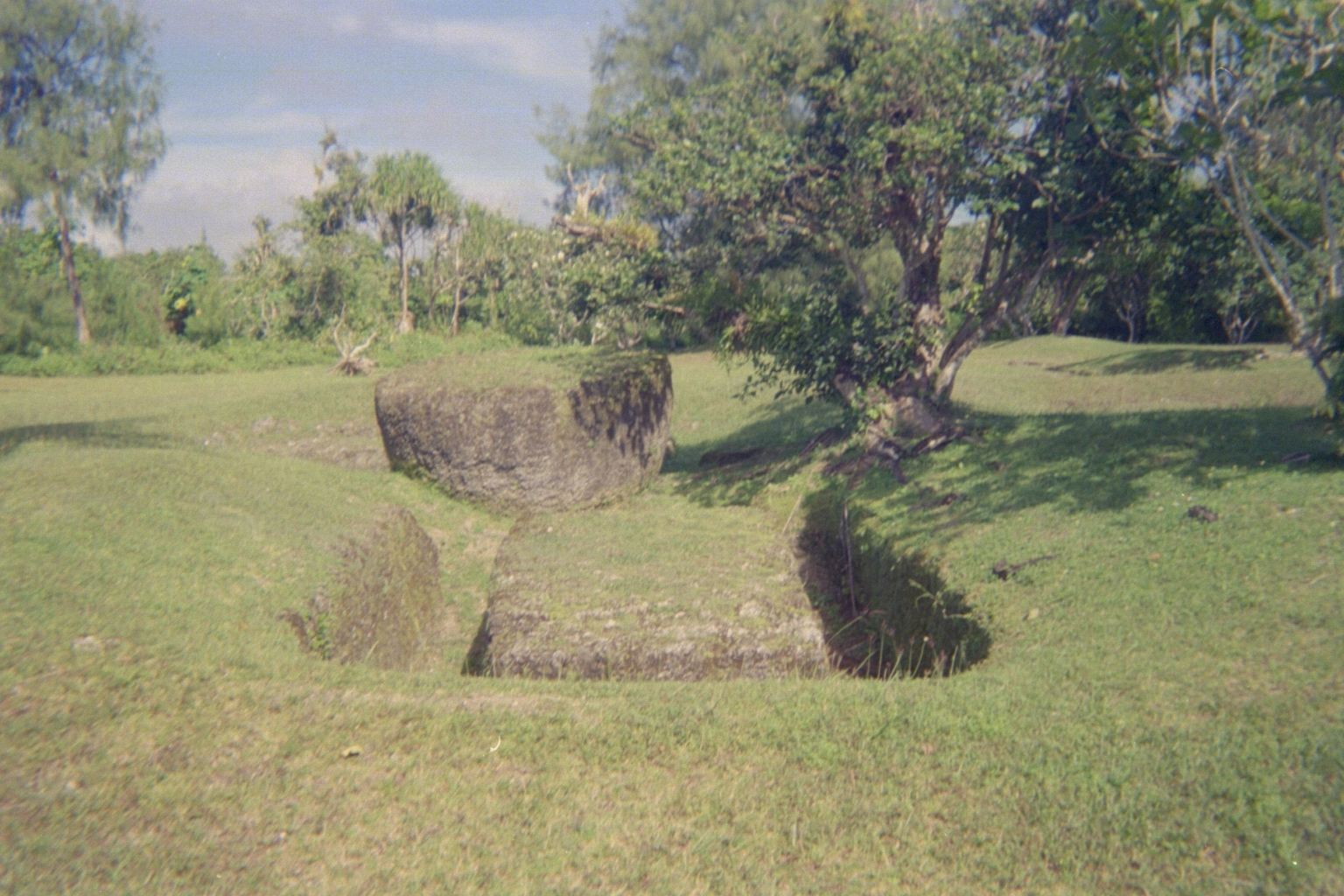
La cantera de latte en Rota tiene varias piedras parcialmente cortadas

Las «piedras latte» han sido hechas de piedra caliza, basalto o arenisca. Los pilares típicos varían en altura desde 60 centímetros a tres metros, y son generalmente más estrechos hacia la parte superior. El pilar normalmente se extraía y luego se transportaba al sitio de construcción. Para «piedras latte» de tamaño pequeño a mediano, la piedra de remate era una cabeza de coral semiesférica grande que se recogía de un arrecife. Los enormes capiteles encontrados en Rota fueron extraídos y transportados del mismo modo que los pilares.
En Oceanía, la piedra latte es exclusiva de las islas Marianas, aunque megalitos de diferentes construcciones y propósitos son comunes en las culturas oceánicas. Se han señalado las similitudes entre las piedras latte y los postes de madera hechos por el subgrupo ifugao de los igorrotes en Filipinas, sobre los que se construyen hórreos para arroz. Los capiteles redondeados ayudan a evitar que las ratas trepen por el pilar. Una construcción similar de postes de madera parece estar representada en una talla en relieve en Borobudur, Java, lo que ha sido motivo para que un erudito presente la teoría, disputada por otros, de un intercambio cultural prehistórico entre las Islas Marianas y Java.
Las «piedras latte» variaban mucho en tamaño. El más pequeño tenía varios pies de alto. Las «piedras latte» más grandes que quedan en pie son de 16 pies (5 m) de alto, ubicadas en Tinian. En Rota, las piedras latte extraídas de la cantera habrían tenido una altura de 25 pies, unos 8 m, si se hubieran erigido. La pieza que conforma el fuste o pilar más grande que se ha encontrado pesa 34 toneladas, mientras que el «sombrerete» más grande pesa 22 toneladas.

## Utilización

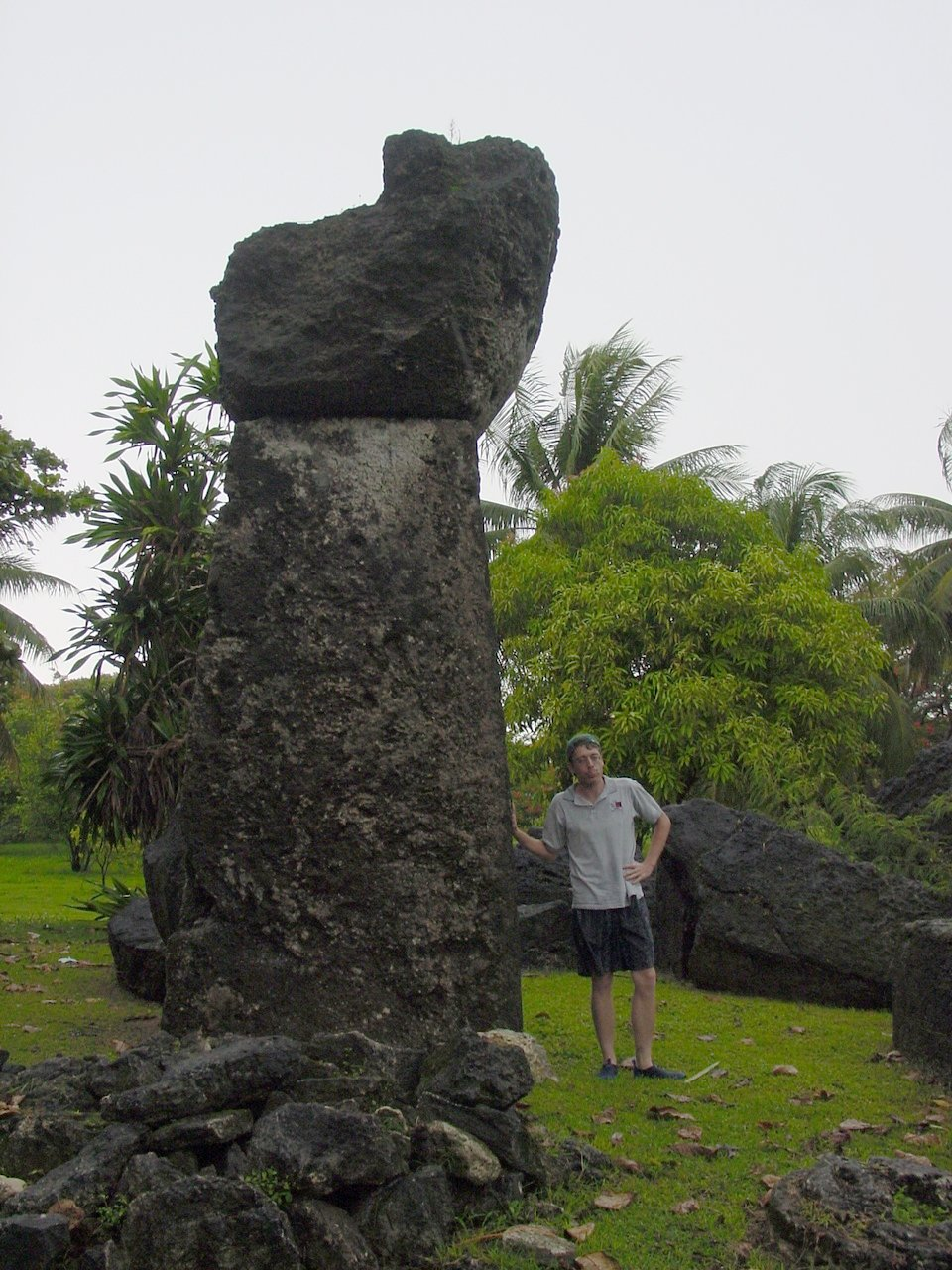
El hombre de pie junto a la mayor piedra latte erigida conocida: en la leyenda del sitio declara que fue la Casa del jefe de Taga, en Tinián.

La historia de las Islas Marianas previas al contacto con el exterior se divide en tres períodos: «pre-latte», «pre-latte de transición» y «latte». Las «piedras latte» empezaron a usarse alrededor del 800 d. C. y se hicieron cada vez más comunes hasta la llegada de Fernando de Magallanes en 1521 y la colonización española, cuando decayó rápidamente su uso y fueron completamente abandonadas hacia 1700. Se encontraron piedras latte en Guam y las islas del sur en la Mancomunidad de las Islas Marianas del Norte, incluidas Rota, Tinián, Aguiján y Saipán, así como varias pequeñas islas del norte, como Pagán.
Las piedras no desplazadas se encuentran normalmente dispuestas en pares paralelos de entre ocho y catorce lattes que enmarcan un espacio rectangular. Cuantos más pares tenga la estructura, más altas son las piedras latte. Se encontró una construcción de veinte lattes en la ubicación actual del anexo de armamento militar en el sur de Guam. Aunque ninguno de los primeros visitantes europeos a las islas parece haber dibujado imágenes de «piedras latte» en uso, varias versiones españolas de los siglos xvi y xvii indican que se erigieron casas sobre las piedras, con un testigo que especificaba que las estructuras de los lattes se utilizaron para proteger «proas», embarcaciones típicas de dos cascos paralelos desiguales, y también como lugares de reunión comunitaria. Sin embargo, la falta de evidencia definitiva y consistente significa que todas las teorías están en disputa. Algunos arqueólogos creen que solo chamorros de alto estatus vivían en estructuras construidas sobre piedras latte, mientras que otros han propuesto la teoría de que todos los chamorros en el «Período Latte» vivían en estructuras de latte, y que la altura y el número de piedras en la estructura era un indicativo del estatus social del propietario. Otras estructuras en un pueblo de latte, que pueden incluir chozas de cocina, casas para proteger las canoas y casas públicas para hombres solteros, fueron construidas en el suelo, sobre una estructura básica en forma de «A» construidas a base de postes de madera, a menudo bambú, con techo de paja, hierba, ramaje de coctero o de nipa.

## Contexto cultural

Bandera de las Islas Marianas del Norte

Los arqueólogos que han trabajado en las Marianas desde el final de la Segunda Guerra Mundial han notado una clara diferencia entre los latte stone ubicados a lo largo de la costa, en oposición a los situados en el interior. El café con leche costero tiende a colocarse en arena y contiene reliquias de habitación extensas, incluidos fragmentos de cerámica, huesos de peces y animales y herramientas de piedra y concha. Enterramientos humanos se colocaron dentro de la arena que contiene estos restos arqueológicos, ya sea dentro o cerca de conjuntos de lattes. Por el contrario, el suelo en el que se colocan piedras de lattes tierra adentro rara vez tiene un estrato arqueológico o un entierro asociado. La implicación es que los sitios de latte continentales se ocuparon temporalmente, y tal vez de un cambio en la práctica funeraria en el Período Latte posterior.

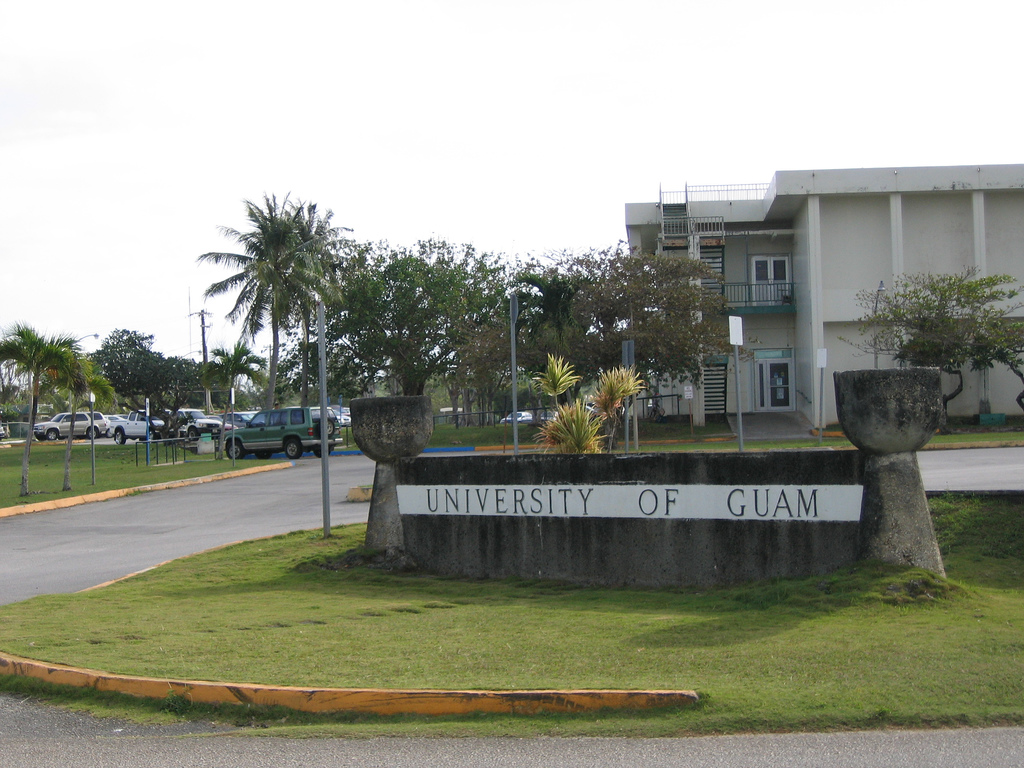
El cartel de la Universidad de Guam está flanqueado por piedras latte decorativas

En los siglos xviii y XIX, los viajeros que se dirigían a las Islas Marianas notaron que los lattes solo se encontraban en áreas abandonadas, donde aparentemente habían quedado después de que la enfermedad introducida por extranjeros hubiera diezmado el pueblo chamorro. En los tiempos modernos, las «piedras latte» son un símbolo de la identidad de los Chamorros y se encuentran en una amplia variedad de contextos gubernamentales, comerciales y personales. Los lattes de hormigón a veces se incorporan a los edificios nuevos, mientras que los residentes de las Marianas incorporan piedras de latte reales en el paisaje frente a sus casas.

Indicador de la autovía 30

Una «piedra latte» está dibujada en la moneda de cuarto de dólar de los Estados Unidos para las Islas Marianas del Norte. Las tarjas de carreteras de las Islas Marianas del Norte superponen el número de ruta en un contorno blanco de una piedra latte.